# Fish Town
Fish Town – miasto we wschodniej Liberii, stolica hrabstwa River Gee. Według danych na rok 2008 liczy 3328 mieszkańców.